# Els Jardins de la Lluna
Els Jardins de la Lluna (en anglès Gardens of the Moon) és la primera de les deu novel·les de la saga de fantasia èpica, Malazan el Llibre dels Caiguts, de l'autor canadenc Steven Erikson. Publicada per primera vegada l'any 1999, i va ser nominada a un premi Mundial de Fantasia.
La novel·la detalla les diverses lluites per aconseguir poder en un món dominat per l'Imperi de Malaz. És notable per l'ús de màgia, i per la seva trama d'estructura inusual. Els Jardins de la Lluna se centra al voltant de la campanya Imperial per conquerir la ciutat de Darujhistan al continent de Genabackis.

## Desenvolupament
El món de Malaz va ser concebut per Steven Erikson, juntamebt amb Ian Cameron Esslemont, inicialment com un joc de rol, mentre Erikson estava treballant en la seva tesi al taller d'Escriptors d'Iowa (en anglès Iowa Writers' Workshop). L'any 1991, van col·laborar per crear el guió d'una pel·lícula basada en el mateix món, titulada Els Jardins de la Lluna. Quan el guió no es va rebre tal com havien esperat, Erikson va transformar el guió en una novel·la i va haver de lluitar per aconseguir publicar-la fins que Transworld va signar un contracte.

## Recepció crítica
La novel·la va rebre una barreja de crítiques. SFSite va dir que Erikson havia creat "un món de fantasia tan ric i detallat com cap altre que probablement es pugui trobar" mentre qualificava la novel·la d'absorbent i difícil de deixar de banda. El crític, encara que qualificà la novel·la com un sorprenent debut de fantasia èpica amb una història plenament realitzada al llarg de milers d'anys i amb caràcters rics i complexos, esmentà que la seva complexitat també podria ser considerada el desavantatge més gran del llibre. Bill Capossere de Tor va dir que, encara que la novel·la no pot ser sinó és amb els seus inconvenients, és una lectura captivant i estimulant que desafia les concepcions del lector de fantasia confrontant les seves idees fantàstiques amb la realitat.